# Simonenko (cràter)
Simonenko és un cràter d'impacte en el planeta Venus de 31,9 km de diàmetre. Porta el nom d'Alla Nikolayevna Simonenko (1935-1984), astrònoma russa, i el seu nom va ser aprovat per la Unió Astronòmica Internacional el 1991.